# IBM 610

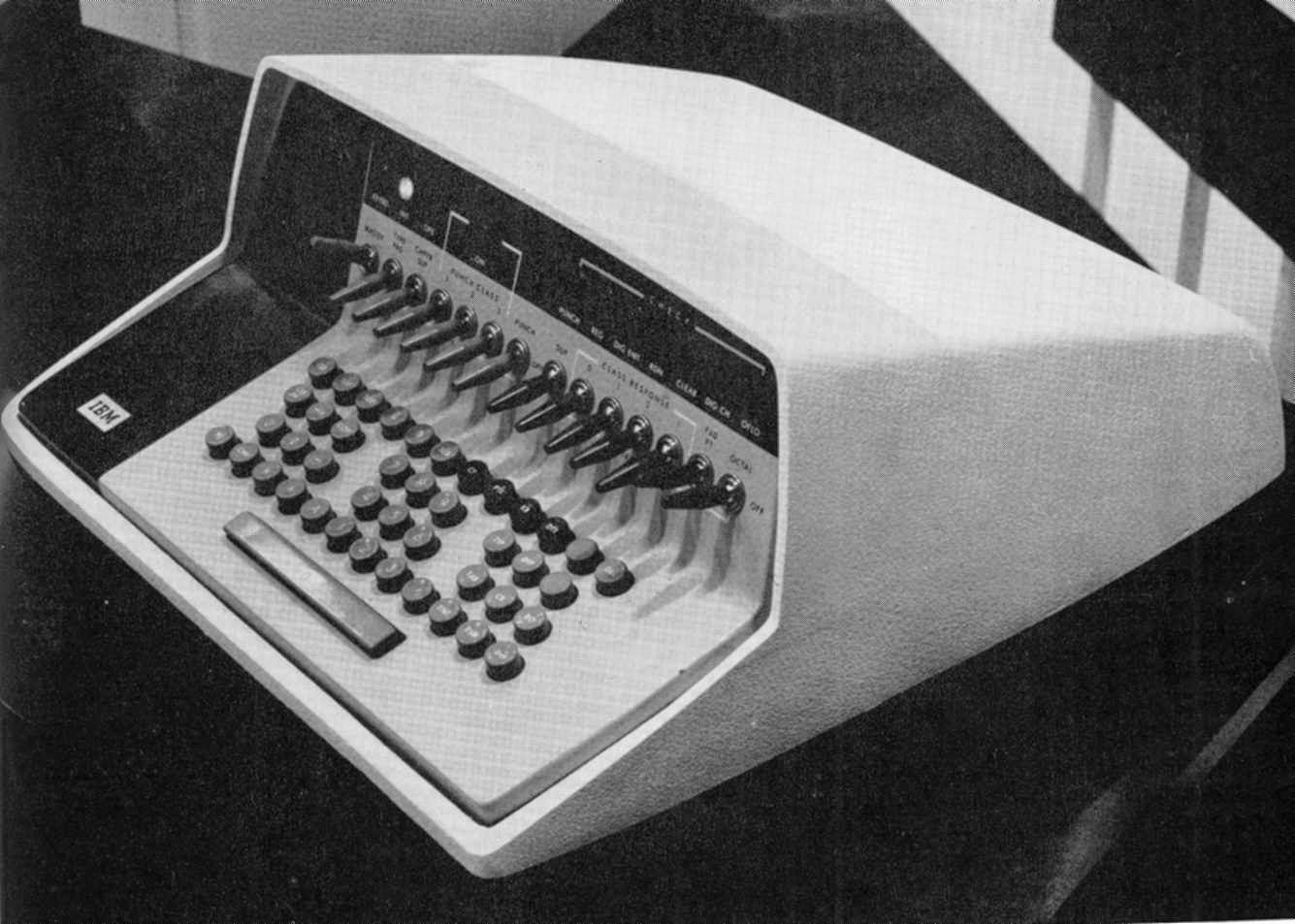
Unidade de controle do IBM 610 com seu teclado

O IBM 610 Auto-Point Computer (Computador de Ponto Automático) foi um computador lançado em 1957, sendo um dos primeiros computadores pessoais no sentido de estar concebido para ser utilizado por uma pessoa cuja experiência anterior só fora com calculadoras de escritório ou calculadoras de cartões. Estava controlado interactivamente por um teclado. O desenhador principal desta máquina foi John Lentz, realizou-o entre 1948 e 1957 quando trabalhava para o Thomas J. Watson Research Center da Universidade de Columbia, onde se desenhou como o Personal Automatic Computer (PAC)
O nome "ponto automático" referia-se a sua capacidade de ajustar automaticamente o ponto decimal nas operações de aritmética de ponto flutuante. Era bastante pequeno para instalar num escritório, e estava desenhado para ser utilizado num escritório normal, sem nenhum equipamento eléctrico especial ou requisitos específicos de ar acondicionado. Utilizava canos de vacúo, um tambor magnético e uma unidade leitora/perfuradora de fita de papel.  A entrada era através de um teclado e a saída era uma máquina de escrever eléctrica de IBM, de dezoito caracteres por segundo. Foi um dos primeiros computadores (se não o primeiro) em ser controlados por um teclado.  
Seu preço de venda era de 55.000 USD, ou  podia ser alugado por 1.150 USD ao mês (460 USD para uso académico). Montaram-se um total de 180 unidades. Era um computador lento e limitado, e foi geralmente substituído pelo IBM 1620.